# Operació Barba-roja
La matinada del 22 de juny de 1941 començà l'Operació Barba-roja (en alemany: Unternehmen Barbarossa; en rus: Операция Барбаросса, Operatsiya Barbarossa), la invasió alemanya de la Unió Soviètica en el marc de la Segona Guerra Mundial. Fou l'ofensiva terrestre més gran de la història.
L'atac va ser per sorpresa ja que, fins llavors, les relacions entre Alemanya i la Unió Soviètica estaven condicionades pel Pacte Molotov-Ribbentrop de no agressió entre els dos països signat l'agost de 1939.
L'ofensiva estava organitzada en tres grans fronts: un, al nord en direcció a Leningrad; el segon, al centre en direcció a Moscou; i el tercer, més al sud en direcció a la regió industrial del Donbàs i els camps petrolífers del Caucas. L'objectiu de Hitler era encerclar i derrotar ràpidament l'exèrcit soviètic a les planes de Belarús i Ucraïna per després ocupar tota la part europea de la Unió Soviètica fins a la línia Arkhànguelsk-Urals-Volga-Astracan, des l'Àrtic fins al Mar Caspi. Amb aquest objectiu, els alemanys havien concentrat prop de 140 divisions que incloïen 3.200.000 d'homes, 625.000 cavalls, 7.100 peces d'artilleria, 3.300 tancs i 2.770 avions. Tot plegat representava el 42% dels efectius de la Wehrmacht. Els aliats del Tercer Reich (Itàlia, Hongria, Romania i Bulgària) i Finlàndia també aportaven unes quantes divisions cadascun, que sumaven uns altres 700.000 homes. Per la seva banda, l'Exèrcit Roig disposava de 134 divisions, 2.500.000 d'homes, 24.000 tancs i 8.000 avions. Va ser, sens dubte, l'operació militar més gran de la història.
Les primeres setmanes, l'avanç alemany va ser ràpid i efectiu. Al nord, els estats bàltics van ser ocupats i el 8 de setembre va començar el setge de Leningrad, que duraria fins al gener de 1944. Al centre, l'ofensiva va capturar la totalitat de Belarús i va arribar fins a Smolensk, ocupada el 16 de juliol. Al sud, l'avanç a través d'Ucraïna va ser una mica més lent de l'esperat. Això va fer que Hitler ordenés una aturada a l'ofensiva del front central per a proporcionar ajuda al del sud, una decisió que contrariava la majoria de generals alemanys, que consideraven Moscou l'objectiu prioritari. Finalment, després que el 19 de setembre caigués Kíiv i els alemanys fessin uns 700.000 presoners de guerra soviètics, es va donar l'ordre de continuar cap a Moscou (Operació Tifó). Tanmateix, llavors, va començar el mal temps al front oriental i les pluges, primer, i la neu i el fred, després, van alentir l'avanç alemany que, a més, es va trobar una resistència creixent de l'exèrcit soviètic a mesura que s'acostava a la capital. A resultes de tot plegat, els alemanys van poder arribar fins a les portes de la ciutat (a només 30 quilòmetres del Kremlin); però no més enllà. El 5 de desembre, Hitler va ordenar una parada general de l'ofensiva, en espera de poder continuar-la a la primavera següent. Aquell mateix dia, la Unió Soviètica iniciava un contraatac.

## Situació política i diplomàtica
La situació a la primavera de 1941, semblava en gran manera a favor de l'Eix: França havia estat derrotada en poques setmanes; la Força Expedicionària Britànica havia estat reembarcada a Dunkerque i una gran part d'Europa estava ocupada. Cap a l'est, Adolf Hitler va posar en pràctica aliances de grat o per força: Hongria, Romania, Bulgària, Eslovàquia li donaven suport d'una manera o d'una altra. L'únic rival seriós en la guerra seguia sent la Gran Bretanya i el seu imperi, que es negaven a rendir-se gràcies a la insularitat i a l'anhel de resistència personificada per Winston Churchill; però, en aquells moments, no representaven una amenaça militar terrestre prou important com per pertorbar la Wehrmacht.
Hitler sabia dels riscos d'atacar la Unió Soviètica; però va creure que havia d'actuar immediatament, aprofitant la desorganització i la debilitat produïda per les purgues estalinistes en l'Exèrcit Roig, que havien deixat l'exèrcit amb oficials sense experiència.
La Wehrmacht era el primer exèrcit del món l'any 1941 i, com s'ha vist, la situació semblava favorable a la conquesta de la Unió Soviètica. Des de la signatura del Pacte Molotov-Ribbentrop (1939), signat per la Unió Soviètica com un mitjà per protegir-se del Pacte de Múnic (signat per Alemanya-França-Gran Bretanya) el 1939, i a través del qual Alemanya i la Unió Soviètica es van dividir el territori de Polònia, els dos països, tot i l'oposició d'ideologies irreconciliables, aparentment van establir relacions d'amistat i unes intenses relacions comercials.
En iniciar l'Operació Barbarossa, el règim nazi va obrir un front a què, des d'aquell moment, va haver de dedicar la major part del seu exèrcit i dels seus recursos humans i industrials. Compromesa en una guerra total contra la Unió Soviètica, la indústria de guerra alemanya treballa a la seva màxima capacitat i l'esforç bèl·lic seguirà creixent fins a principis de 1945 (la despesa militar alemanya augmentarà de 35% de la renda nacional bruta el 1940 al 65% d'aquest indicador l'any 1944). No només Alemanya (la primera potència industrial del continent) va abocar la major part dels seus recursos econòmics a la producció de guerra, sinó que també va afegir a aquesta finalitat els recursos industrials, econòmics, demogràfics de l'Europa ocupada.

## La invasió va crear el front més important de la Segona Guerra Mundial
Des de l'esclat de l'Operació Barbarrossa fins a la fase final de la guerra al març de 1945, la Wehrmacht va dedicar la major part dels seus recursos en homes i material al front oriental. Per exemple, el juliol de 1943, mentre es desenvolupava la gegantina batalla de Kursk (Rússia), només set divisions i dues brigades lluitaven contra els americans i britànics a la guerra del desert. La resta (91 divisions i 3 brigades) estava als territoris ocupats d'Europa.
La combinació de baixes militars de la Unió Soviètica i l'Alemanya nazi en la seva guerra d'invasió de la Unió Soviètica ascendeix al 80% del total de totes les baixes militars registrades en el teatre europeu de 1940 a 1945.
Després del desembarcament de Normandia el juny de 1944, els alemanys encara van perdre la majoria dels seus homes en el front rus.
De l'1 de juliol al 31 de desembre de 1944, durant cinc mesos, quan es produeix la gran ofensiva soviètica contra el Grup d'Exèrcits Centre, els alemanys van a perdre una mitjana mensual de 200.000 soldats i prop de 4.000 auxiliars estrangers. A Occident, durant el mateix període, és a dir, després del desembarcament aliat a França, la mitjana alemanya de baixes puja a 8.000 soldats per mes, o sigui, una relació d'1 a 25.
El 2001, els historiadors russos van afirmar que les baixes soviètiques per causa de la guerra van ser de 26,2 milions de morts (uns 16% de la població de la Unió Soviètica del 1940) que inclou més d'11 milions de soldats i oficials (6,8 milions víctimes directes i 3,8 milions de presoners de guerra que van morir a mans de la Wehrmacht) i 15,6 milions de civils.
Aquest nombre sense precedents de víctimes civils (15,6 milions) és el resultat d'una guerra d'aniquilació que van dur a terme els alemanys contra el poble soviètic.
34 milions de ciutadans soviètics van ser mobilitzats a les files de l'Exèrcit Roig des de 1941 fins al 1945. La magnitud del mobilització alemanya també és enorme: uns 20 milions d'alemanys van portar en un moment o altre, l'uniforme de la Wehrmacht al front rus
La guerra total desencadenada contra la Unió Soviètica no només és el cim del règim nazi, sinó també l'element essencial de la seva imatge a la memòria col·lectiva dels alemanys després de la guerra. Per a la immensa majoria dels soldats alemanys, l'experiència de la guerra va ser la que van tenir al front rus.
Al final del mes de març de 1945, la totalitat de les baixes de la Wehrmacht en el front rus s'elevava a 6.172.373 homes (morts, mutilats, desapareguts). Aquesta xifra representa un 80% de les baixes sofertes per la Wehrmacht a tots els fronts des del desencadenament de la guerra el mes de juny de 1941. El maig de 1945, s'estima en més de 3 milions el nombre de presoners alemanys fets per la Unió Soviètica.
Els tracte donat pels nazis als presoners de l'Exèrcit Roig va ser brutal: 3,8 milions de presoners de guerra soviètics van morir després de la seva captura (el 52% del total de presoners soviètics).

## Les causes de la fallida de l'Operació Barbarrossa
Les principals causes de la derrota alemanya van ser subestimar la capacitat de la Unió Soviètica i la ferotge resistència de l'Exèrcit Roig. A més, els estrategs alemanys no van fer plans prou coherents, i van tenir greus errades en els esquemes logístics.
La greu situació en què es va trobar l'exèrcit alemany a les darreres setmanes de 1941 es va deure a la creixent força de l'Exèrcit Roig i a un cúmul de problemes en els rengles de l'eix: un desplegament incorrecte, problemes de transport que afectaven el moviment i els reforços, un clima extrem i el desgast de la majoria de divisions. Els uniformes d'hivern reglamentaris de la Wehrmacht, suficients per a les condicions de l'Europa Central, van resultar del tot inadequats per a les baixíssimes temperatures russes.